# Shabkar Tsogdruk Rangdrol
Shabkar Tsogdruk Rangdrol (ou Shabkar Tsokdruk Rangdrol) (tibétain : ཞབས་དཀར་ཚོགས་དྲུག་རང་གྲོལ, Wylie : zhabs dkar tshogs drug rang grol, THL : shyabkar tsokdruk rangdrol) (1781-1851) est un enseignant du bouddhisme tibétain. Il était reconnu pour ses dons d'écriture et de poésie. Le 14e dalaï-lama a écrit de lui : Il est considéré comme le plus grand yogi tibétain après Milarepa à avoir atteint l'Éveil en l'espace d'une vie.

## Résumé de sa vie
Shabkar Tsogdruk Rangdrol naquit parmi les yogis Nyingmapa de la région de Rekong située dans l’Amdo, lointaine province du nord-est du Tibet. La maîtrise des pratiques secrètes du Mantrayana avait établi la réputation de ces ascètes qui se réunissaient par milliers pour méditer ensemble. Les pouvoirs magiques qu’on leur attribuait suscitaient une grande admiration mais aussi une certaine crainte parmi les populations locales. Ces yogis étaient également célèbres pour leurs longs cheveux qui mesuraient parfois un mètre et demi de longueur et qu’ils nouaient en un chignon au sommet de leur tête.
Dès sa plus tendre enfance, Shabkar manifesta une profonde inclination pour la vie contemplative. Ses jeux d’enfant avaient toujours un rapport avec les enseignements du Bouddha. Dès l’âge de six-sept ans, il développa un grand désir de mettre en pratique les enseignements. Il eut très tôt des visions identiques à celles dont on fait l’expérience lors des pratiques avancées du Dzogchèn ou Grande Perfection.
Âgé de quinze ans, Shabkar récita le mantra de Gourou Padmasambhava plus d’un million de fois et fit des rêves de bon augure tels que voler dans le ciel, voir la lune et le soleil se lever simultanément, découvrir des trésors de joyaux, etc. "Dès lors," écrivit-il, "j’éprouvais une inébranlable dévotion envers mon maître, une grande affection pour mes compagnons spirituels ainsi qu’une profonde compassion pour tous les êtres ; je percevais également les différents enseignements comme parfaitement purs. J’eus la chance de pouvoir accomplir sans obstacle toutes les pratiques spirituelles que j’entreprenais".
A l’âge de seize ans, Shabkar effectua une retraite d’une année au cours de laquelle il récita le mantra du Bouddha de la connaissance, Manjushri, dix millions de fois. "Les bénédictions de cette pratique me permirent d’entrevoir la profondeur et l’étendue des enseignements," dit-il. Puis, Shabkar rencontra Jamyang Guiatso, un maître pour lequel il éprouva une grande vénération.
Malgré la profonde affection qu’il vouait à sa mère et le respect qu’il portait à sa famille, Shabkar résista aux pressions de ses proches qui voulaient le marier. Il quitta finalement la maison familiale afin de se consacrer entièrement à la vie spirituelle. Déterminé à renoncer à tout but mondain, Shabkar reçut les pleins vœux monastiques à vingt ans.
Puis il quitta sa terre natale et se rendit au sud du Rekong pour rencontrer son maître principal, le Roi du Dharma Ngakyi Wangpo. Ce maître, à la fois grand érudit et détenteur d’une profonde réalisation spirituelle, était un roi mongol révéré comme la réincarnation de Marpa le Traducteur. Il avait renoncé à ce qui subsistait du vaste royaume de Gushri Khan et était devenu un grand maître Nyingmapa.
Après avoir reçu toutes les instructions spirituelles du Roi du Dharma, Shabkar partit les mettre en pratique pendant cinq ans dans l’ermitage solitaire de Tséshoung où il approfondit ses expériences méditatives et sa réalisation. Ensuite, il s’en alla méditer pendant trois autres années sur l’île de Tsonying, le "Cœur du Lac", située au centre du lac Kokonor, le lac bleu de l’Amdo. En ce lieu, il eut de multiples visions de ses maîtres et de différentes divinités.
Durant ces retraites, Shabkar laissa à nouveau ses longs cheveux pousser, ainsi que la coutume l’exige pour les ermites qui ne gaspillent pas un seul instant à des activités superflues. Plutôt que le traditionnel châle monastique rouge, il portait un châle blanc, signe qu’il avait maîtrisé les profondes pratiques yogiques. Il continua toutefois à porter la robe monastique, faite de pièces de tissu cousues ensemble. Cette tenue peu commune lui attira parfois les commentaires sarcastiques d’étrangers auxquels Shabkar répondait par des chants pleins d’humour.
Sa quête des hauts lieux le mena ensuite dans de nombreuses retraites solitaires telles que les glaciers de Matchèn et les grottes sacrées de la Citadelle du Singe du Rocher blanc ; il fit également les éprouvants pèlerinages des Ravins de Tsari, du Mont Kaïlash et de la Chaîne Enneigée de Lapchi. En ces lieux, il passa plusieurs années dans les grottes mêmes où Milarépa et d’autres saints avaient vécu et médité.
Il mena la vie d’un yogi errant, dispensant ses enseignements à tous, des bandits jusqu’aux animaux sauvages. Les pèlerinages qu’il entreprit le menèrent jusqu’à la lointaine vallée de Kathmandou au Népal où il fit redorer la spire du stûpa de Bodnath avec l’or que lui avaient offert ses fidèles.
En 1828, âgé de quarante-sept ans, Shabkar revint dans l’Amdo où il passa les vingt dernières années de sa vie à enseigner, à rétablir la paix dans cette région et à méditer dans des lieux solitaires, plus particulièrement dans son ermitage de Tashikhyil.
La tradition orale concernant la vie de Shabkar est elle aussi riche en anecdotes. On dit ainsi que le grand yogi demandait aux mendiants de l’aider à rassembler des pierres pour construire des stūpas, 6 tâches qu’il rétribuait en leur distribuant de la nourriture. Lorsqu’il était invité à donner un enseignement, Shabkar acceptait à condition que les bienfaiteurs nourrissent tous les indigents qui l’accompagnaient. Les nécessiteux arrivaient en tête, suivis de Shabkar qui marchait en s’appuyant sur sa célèbre canne qu’il appelait son "cheval" et qui devint le thème de certains de ses chants.
A l’image d’autres grands maîtres spirituels tibétains qui firent souvent office de médiateurs, Shabkar joua un rôle important de pacificateur. Ainsi, dans la province de l’Amdo qui avait connu des siècles de conflits entre les éléments disparates de la population tibétaine que sont les nomades mongols et les envahisseurs chinois, il mit un terme à de sanglantes querelles et rétablit la paix. Grâce à son intervention, nombre de bandits cessèrent de perpétrer leurs raids et leurs crimes ; il parvint même à convaincre les musulmans chinois de reconstruire les temples bouddhiques qu’ils avaient brûlés.
Shabkar mourut en 1851. Son histoire parfois émeut jusqu’aux larmes, parfois fait fuser le rire, mais par-dessus tout et ainsi que le disait Dilgo Khyentsé Rinpoché : "En lisant le récit de sa vie, notre esprit est immanquablement porté vers le Dharma."

## Ses noms divers
Shabkar reçut plusieurs noms tels que Jampa Chödar qui signifie : "Bienveillant Propagateur du Dharma", et Tsogdruk Rangdrol : "Libération Spontanée des Six Sens." Mais il devint célèbre sous le nom de Shabkar Lama, c’est-à-dire "Lama de l’Empreinte Blanche". Ce nom lui fut donné à l’issue d’une méditation de plusieurs années qu’il effectua sur les contreforts du Mont Kaïlash, dans une grotte située au-dessous de la Grotte des Miracles de Milarépa. Cette grotte est à proximité de la célèbre "Empreinte Blanche" qui serait l’une des quatre traces de pas laissées par le Bouddha Shakyamouni lors de son voyage miraculeux jusqu’à cette montagne. On dit également que Shabkar fut appelé "Pied Blanc" car partout où il passait on disait que le sol blanchissait sous ses pas, métaphore qui signifie que ses enseignements incitaient tous ceux qu’il rencontrait à pratiquer le Dharma.

## Shabkar et Patrul Rinpoché
La réputation de Shabkar, l’ermite parfait, se répandit dans tout le Tibet à tel point que le grand renonçant Patrul Rimpoché entreprit le long voyage du Kham en Amdo pour le rencontrer. Malheureusement, à peine  avait-il parcouru la moitié du trajet qu’il apprit que Shabkar venait de s’éteindre. Il fit aussitôt cent prosternations en direction de l’Amdo et récita une supplique pour que le grand saint se réincarne sans tarder. Patrul Rimpoché conclut ainsi : "La compassion et l’amour sont les racines du Dharma. Je crois que nul en ce monde n’égalait la compassion de Shabkar. Je n’avais rien de particulier à lui demander, aucun enseignement à recevoir ni à lui conférer ; je voulais simplement acquérir quelques mérites en contemplant son visage."

## Pratiques spirituelles et approche non-sectaire
La Grande Perfection, encore appelée Dzogchèn ou Atiyoga - trésor incomparable de la tradition nyingmapa et point culminant des neuf véhicules - fut la pratique essentielle de Shabkar, toute sa vie durant. Toutefois, chez Shabkar, la réalisation de la Grande Perfection allait de pair avec l’observance des préceptes des maîtres Kadampas qui incitent le disciple à se contenter de peu et à s’affranchir des passions. Les Kadampas insistent en effet sur l’importance d’un profond sentiment de lassitude à l’égard du monde, sur l’humilité et le calme intérieur, la bonté, la compassion et surtout l’esprit d’Éveil, la précieuse bodhicitta, qui consiste à vouloir amener tous les êtres vers la libération et l’état de Bouddha.
Shabkar vécut à un moment de l’histoire tibétaine où de nombreuses lignées spirituelles étaient sur le point de s’éteindre. Un âpre sectarisme religieux et des rivalités tribales divisaient les monastères et la population. Transcendant ces différences, incarna la tolérance religieuse, l’altruisme et la "pure perception" (dag snang) la plus éminente qualité d’un authentique bouddhiste.
Shabkar ne reçut pas seulement les enseignements de toutes les écoles du bouddhisme tibétain, mais mit continuellement l’accent sur la "pure perception" et l’ouverture d’esprit. Il montra que les enseignements du Dharma appartenant aux différents véhicules (yana) forment un ensemble homogène et non contradictoire. Il contribua activement au mouvement dit "non-sectaire" (ris med) qui se développa au XIXe siècle et connût son apogée avec des maîtres tels que Jamyang Khyentsé Wangpo, Jamgön Kongtrul, Patrul Rinpoché et Lama Mipham. Ces maîtres qui furent tous eux-mêmes de grands érudits, des poètes, des commentateurs et des yogis accomplis sauvèrent le bouddhisme tibétain du déclin et lui restituèrent sa vigueur première ;  héritage dont nous bénéficions aujourd’hui. Ces enseignements fondamentaux furent répartis en recueils majeurs tels que les "Cinq grands trésors" de Jamgön Kongtrul afin d’être transmis et mis en pratique par les générations futures.
À la fin de sa vie, Shabkar eut une vision qui reflète parfaitement l’équanimité de son approche non-sectaire à l’égard des quatre principales écoles du bouddhisme tibétain. Lors de cette vision, Shabkar dit à Gourou Padmasambhava : "Je vous ai invoqué toute ma vie. De nombreuses divinités et maîtres spirituels me sont apparus, mais c’est seulement maintenant que vous vous manifestez à moi." Padmasambhava lui répondit : "Lorsque tu étais sur l’île du Cœur du Lac, te souviens-tu de cette vision de Tsongkhapa qui te donnait les enseignements de la "Voie Graduelle" ? C’était moi." Shabkar relate cette vision dans un ouvrage intitulé les "Écrits émanés d’Orgyen" ( o rgyan sprul pa’i glegs bam) ; il y exprime sa conviction en l’unité fondamentale entre Gourou Padmasambhava, Atisha et Tsongkhapa, les trois grands maîtres spirituels qui ont dominé la vie, la pratique et la teneur des enseignements de Shabkar.

## Enseignements et héritage
Les chants édifiants de Shabkar nous révèlent la valeur et le sens de la vie humaine, la signification de la mort et de l’impermanence, la loi du karma et les souffrances inhérentes au samsara. Il exalte les vertus du renoncement, la nécessité de suivre un maître qualifié et de développer une fervente dévotion à son égard. Il insiste également sur la compréhension de la vacuité intimement liée à une compassion infinie et enfin sur la réalisation de la Grande Perfection : la nature de bouddhéité innée en chaque être, la pureté primordiale et immuable de tous les phénomènes.
Outre sa biographie, Shabkar a laissé de nombreux enseignements qui sont autant de sources d’inspiration, tel que le célèbre "Vol du Garouda". L’étendue des connaissances de Shabkar, sa réalisation intérieure, son exceptionnelle mémoire et son don d’improvisation, qualités auxquelles s’ajoute son respect à l’égard des différentes traditions spirituelles, mais surtout, son profond amour des êtres et son infinie compassion ont été à l’origine des multiples écrits qu’il nous a légués. Ces textes ont été, pour la plupart, réimprimés en Inde et au Tibet.
Les caractéristiques de l’œuvre de Shabkar sont la simplicité, la profondeur et le pouvoir d’inciter le lecteur à l’engagement spirituel. Il n’a jamais écrit afin de faire étalage de ses connaissances ou pour devenir un philosophe renommé, mais dans l’unique dessein d’orienter l’esprit des êtres vers le Dharma, de soutenir leur enthousiasme, d’empêcher toute déviation ou embûche sur le chemin de la libération.
Les sources d’inspiration de Shabkar sont aussi nombreuses que variées, reflet de l’étendue de sa formation spirituelle et de son exceptionnelle ouverture d’esprit à toutes les traditions philosophiques. Certains hymnes développent des thèmes et des vers qui s’inspirent des écrits de Longchén Rabjam et d’autres sages de la tradition nyingmapa tel que Karma Lingpa (né en 1326). Les chants de Jétsun Milarépa, ceux du grand fondateur Atisha et ses héritiers spirituels, les maîtres de la tradition Kadam, ont également été une veine constante pour le yogi de l’Amdo.
Les caractéristiques de l’œuvre de Shabkar sont la simplicité, la profondeur et le pouvoir d’inciter le lecteur à l’engagement spirituel. Il n’a jamais écrit afin de faire étalage de ses connaissances ou pour devenir un philosophe renommé, mais dans l’unique dessein d’orienter l’esprit des êtres vers le Dharma, de soutenir leur enthousiasme, d’empêcher toute déviation ou embûche sur le chemin de la libération.